# Bandolier (album)
Bandolier – piąty studyjny album walijskiej grupy hardrockowej Budgie. Wszystkie utwory zamieszczone na płycie (z wyjątkiem „I Ain’t No Mountain”) skomponowali Burke Shelley i Tony Bourge. Była to pierwsza płyta, w której nagraniu uczestniczył nowy perkusista zespołu Steve Williams. Nagrania rejestrowane były w Rockfield Studios, w Monmouth i Mayfair Sound w Londynie. LP został wydany we wrześniu 1975 przez wytwórnię MCA, ale był to ostatni album Budgie dla tej wytwórni. W Stanach Zjednoczonych album opublikowała wytwórnia A&M. W 2004 roku nakładem Noteworthy Productions ukazała się płyta CD, na której zamieszczono cztery dodatkowe nagrania. Album zajął 36. miejsce na liście UK Albums Chart.

## Lista utworów
Strona A
| 1. | „Breaking All the House Rules”   | 7:23  |
|    |                                  |       |
| 2. | „Slipaway”                       | 4:02  |
|    |                                  |       |
| 3. | „Who Do You Want for Your Love?” | 6:10  |
|    |                                  |       |
|    |                                  | 17:35 |
|    |                                  |       |
Strona B
| 4.  | „I Can’t See My Feelings”                    | 5:54  |
|     |                                              |       |
| 5.  | „I Ain’t No Mountain” (Andy Fairweather Low) | 3:36  |
|     |                                              |       |
| 6a. | „Napoleon Bona-Part One” (2:36)              |       |
|     |                                              |       |
| 6b. | „Napoleon Bona-Part Two” (4:39)              | 7:15  |
|     |                                              |       |
|     |                                              | 16:45 |
|     |                                              |       |
CD (2004) – nagrania dodatkowe
| 7.  | „Honey” (pierwotnie strona B singla „I Ain’t No Mountain” MCA 175)                                                                            | 3:23  |
|     | |       |
| 8.  | „Breaking All the House Rules” (wersja koncertowa z występu w Chatham Town Hall, 1980; zamiast Tony’ego Bourge’a na gitarze grał John Thomas) | 6:32  |
|     | |       |
| 9.  | „Napoleon Bona-Parts 1 & 2” (wersja koncertowa z występu w Chatham Town Hall, 1980; zamiast Tony’ego Bourge’a na gitarze grał John Thomas)    | 8:00  |
|     | |       |
| 10. | „Who Do You Want for Your Love” (wersja koncertowa dla programu telewizyjnego BBC: "The Old grey Whistle Test", 1975)                         | 6:26  |
|     | |       |
|     | | 24:21 |
|     | |       |

## Twórcy
- Burke Shelley – gitara basowa, śpiew
- Steve Williams – perkusja
- Tony Bourge – gitara, śpiew, harmonijka ustna
- John Thomas – gitara (utwory: 8, 9)
- Budgie – produkcja
- Pat Maran, Ray Martinez, Richard Manwaring – inżynierowie dźwięku
- John Pashe – dyrekcja artystyczna
- Patrick Woodroffe – ilustracja na okładce
- Peter Vernon – zdjęcia